# 野驢砲
野驢砲（Onager）是羅馬帝國的扭力攻城武器。是一種小型的投石機。於西元353年由阿米阿努斯·馬爾切利努斯首次提及，他形容野驢砲像一隻蠍子。

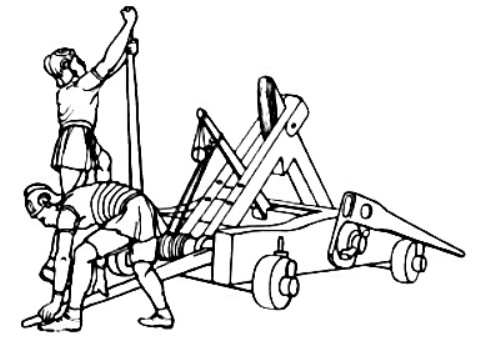
羅馬人的「野驢」描繪圖。

根據兩名羅馬帝國軍務作者的說法，這種機器投石時的「踢擊動作」就像野驢（Onager）踢腳一般，因此得名。他們所用來形容的野驢是產於帝國東半部的敘利亞野驢。
在西元6世紀時，阿爾瓦人（Avars）將中國的砲（人力投石機）帶到了地中海，取代了慢速又複雜的扭力砲。
「人力砲因為其簡單好造取代了傳統的扭力砲，也有相當的射程與破壞力，由經訓練的人員操作時，射率與準確度更高。此外人力砲也比扭力砲更安全。扭力砲即使在靜止時其扭繩也儲存了大量的能量，使用時容易造成災難性的事故。」—Inge Ree Peterson